# Corbeny
Corbeny é uma comuna francesa na região administrativa de Altos da França, no departamento de Aisne. Estende-se por uma área de 15,23 km². Em 2010 a comuna tinha 840 habitantes (densidade: 55,2 hab./km²).